# 杨玉 (西汉)
杨玉（前2世纪—前60年），西汉时活动在今甘、青一带的西羌先零羌首领。其族居今青海省海晏县、湟中县、贵德县一带。
汉武帝元鼎五年（前112年），先零羌、封养牢姐羌等合兵十余万，攻打令居、故安，围攻枹罕。匈奴也出兵五原，杀太守，互相呼应。元鼎六年（前111年），汉朝将军李息率领十万大军击破，先零羌归降，受封归义侯。经历汉昭帝与汉宣帝初年先零羌一直归附于西汉，杨玉受封“归义羌侯”，居湟水流域。汉宣帝元康年间率部众北渡湟水放牧，汉朝光禄大夫义渠安国应允上奏。羌人通过此言先后渡湟水，郡县不能禁止。元康三年（前63年），诸羌在匈奴鼓动下起事犯汉边，神爵元年（前61年），汉朝派往安辑之骑都尉义渠安国受命前往处理，背弃前言，诱杀先零羌首领三十余人，使矛盾进一步激化。杨玉遂联合原附汉的诸羌首领举兵反汉，率本部骑兵四千和煎巩骑兵五千，进犯关塞，攻杀长吏，率众围攻金城郡。后将军赵充国等率军围剿，杨玉叛亡出塞。神爵二年（前60年），羌酋若零斩杀杨玉之首级投降，杨玉兵败身死，余部复归汉。